# РИТЭК
ООО «РИТЭК»  — российская нефтяная компания. Полное наименование — Общество с ограниченной ответственностью «Российская инновационная топливно-энергетическая компания». Зарегистрирована в городе Самара.

## История
Компания была основана в 1992 году в Когалыме.
В 2013 году к АО «РИТЭК» было присоединено ЗАО «Самара-Нафта», в том же году РИТЭК стал участником совместного предприятия «Волгодеминойл» (АО «РИТЭК» — 50%, «Винтерсхалл Волга Петролеум ГмбХ — 50%), которое добывает нефть в Волгоградской области.

## Собственники и руководство
Структура акционерного капитала по состоянию на 7 апреля 2015 года:
- ПАО «Лукойл» — 95,25 %
- ООО «Лукойл-Пермь» — 4,75%

## Деятельность
Принадлежащие компании извлекаемые запасы категорий С1 + С2 составляют 1,038 млрд т нефти и 17 млрд м³ природного газа. Разработка месторождений ведётся в Западной Сибири, Татарстане, Волгоградской области, Самарской области, Ульяновской области, Астраханской области, республиках Калмыкия и Удмуртия.
Компания занимается внедрением инновационных технологий в области увеличения нефтеотдачи месторождений, развивает нефтесервисные направления деятельности.
Компания в 2008 году добыла 2,927 млн т нефти. Выручка компании по РСБУ за 2007 год — 19,6 млрд руб., чистая прибыль — 2,8 млрд руб.

## Выкуп акций
Мажоритарный акционер (ООО «Лукойл-Западная Сибирь») с 26.08.2009 по 06.11.2009 осуществлял выкуп акций у всех владельцев акций ООО «РИТЭК» без исключения. Цена выкупа - 211 рублей за одну обыкновенную именную акцию и 211 рублей за одну привилегированную именную акцию. Таким образом, владельцами компании стали ОАО "Лукойл" и ООО "Лукойл-Западная Сибирь". Акции компании исключены из торгов на бирже.